# Shenzhou 12
Shenzhou 12 fue un vuelo espacial tripulado, lanzado el 17 de junio de 2021, que forma parte del Programa Shenzhou, siendo el séptimo vuelo tripulado de este programa y el primero a la Gran estación espacial modular china. La nave transportó tres taikonautas de la CNSA a Tianhe, el primer módulo de la estación espacial china. La misión finalizó exitosamente el 17 de septiembre de 2021 tras aterrizar en el desierto de Gobi.

## Tripulación
La tripulación fue anunciada durante una conferencia de prensa el 16 de junio de 2021.
| Puesto     | Miembro                         | Miembro                         |
| ---------- | ------------------------------- | ------------------------------- |
| Comandante | Nie Haisheng, CNSA Tercer vuelo | Nie Haisheng, CNSA Tercer vuelo |
| Operador 1 | Liu Boming, CNSA Segundo vuelo  | Liu Boming, CNSA Segundo vuelo  |
| Operador 2 | Tang Hongbo, CNSA Primer vuelo  | Tang Hongbo, CNSA Primer vuelo  |

| Puesto     | Miembro            | Miembro            |
| ---------- | ------------------ | ------------------ |
| Comandante | Zhai Zhigang, CNSA | Zhai Zhigang, CNSA |
| Operador 1 | Wang Yaping, CNSA  | Wang Yaping, CNSA  |
| Operador 2 | Ye Guangfu, CNSA   | Ye Guangfu, CNSA   |

## Misión

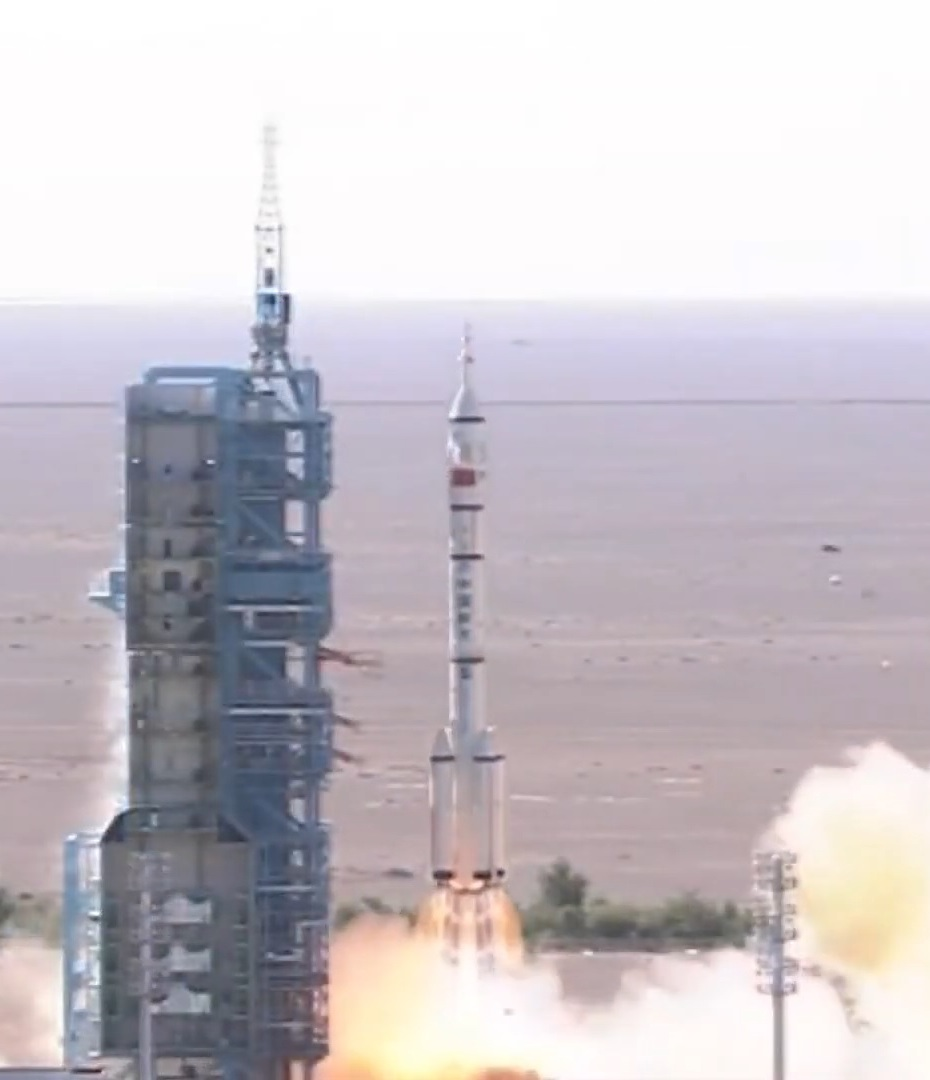
Lanzamiento del Long March 2F durante la misión Shenzhou-12.

Originalmente estaba previsto que Shenzhou 12 fuese la segunda misión a la estación Tiangong-2 tras la misión Shenzhou 11, pero en 2016 dichos planes fueron cancelados y la misión pasó a ser la primera visita al módulo Tianhe. El vuelo marcará la primera de cuatro misiones tripuladas a la estación espacial china planeadas hasta la finalización de su construcción en 2022. El módulo Tianhe fue visitado por la nave de carga Tianzhou 2 en mayo del 2021, siendo la primera vez que dos naves estarán acopladas a este.
La nave espacial fue lanzada en un cohete Larga Marcha-2F desde el Centro de Lanzamiento de Satélites de Jiuquan, el 17 de junio de 2021. Después de unas seis horas y media de vuelo, llegó a la estación espacial china. La misión se acopló con el módulo central de Tianhe a las 07:54 UTC del 17 de junio de 2021, luego del lanzamiento y acoplamiento exitoso de Tianzhou 2, el segundo vuelo de la nave de reabastecimiento de carga Tianzhou de China. Tianzhou 2 pudo permanecer acoplado, porque el módulo central de Tianhe tiene cuatro puertos de acoplamiento, a diferencia de las dos estaciones espaciales anteriores de China que solo tenían uno.[cita requerida]
La tripulación ingresó al módulo central de Tianhe más tarde a las 10:48 UTC, lo que marca la primera vez que los taikonautas ingresan a la estación espacial.[cita requerida]

## Actividades
Durante su estadía en la estación, la tripulación realizó tareas de demostración y verificación de tecnologías relacionadas al programa espacial tripulado. La duración de tres meses convirtió a esta misión en la más larga del programa espacial tripulado chino.
El 4 de julio, Liu Boming y Tang Hongbo realizaron la primera de dos actividades extravehiculares programadas en la misión, donde instalaron equipamiento a la estación.
El 20 de agosto el comandante Nie Haisheng y Liu Boming llevaron a cabo la segunda caminata espacial programada para probar equipamiento y llevar a cabo la instalación de instrumentos y cámaras panorámicas. La duración de la actividad extravehicular fue de 5 horas y 55 minutos.
La tripulación se desacopló de la estación espacial el 16 de septiembre, y tras realizar un simulacro de acople con un segundo puerto de acople, reingresaron a la tierra el 17 de septiembre, aterrizando por primera vez en el desierto de Gobi. Las misiones anteriores del programa Shenzhou aterrizaban en la región Bandera de Siziwang.